# 死產
死產，或稱為胎死腹中，通常定義是在懷孕之後的胎兒死亡。描述胎兒在母體子宮內即死亡的現象。死產可能導致母親內疚。死產和流產不同，流產是指早期妊娠失敗。而嬰兒猝死症是指胎兒出生不久後死亡。
導致死產的原因通常不明。可能的原因包含了如子癇前症等妊娠併發症，以及分娩期併發症如胎盤或臍帶的問題、出生缺陷、瘧疾感染、母親健康狀況不佳。風險因子包含35歲以上產婦、吸菸、使用藥物、使用輔助生殖技術以及第一次懷孕。感覺沒有胎兒運動時可能被懷疑是死產。可通過超音波檢查而確認。
醫療系統改善可能可以預防全世界大多數死產。大約五成的死產在分娩期間發生，且在發展中國家比已發展國家更常見。依照懷孕時間長短治療方式有所不同，懷孕早期可以使用藥物讓死胎排出，之後可使用擴張宮頸和清宮手術處理。經歷死產後的女性有更高風險再次發生；然而大多數之後的懷孕並沒有相似的問題。抑鬱、經濟損失，和家庭破裂是已知的潛在影響。

2015年全球懷孕28週後約有260萬例死產（每45例出生約1例）。最常見發生於發展中的國家，特別是南亞和撒哈拉以南非洲地區。以美國而言，每167個出生就有一個死胎。1950年以來，美國的死胎率下降了約2/3。
|                |                  | 孕齡（从末次月经数起，通常大约是受精齡加两个星期） |                          |                          |            |            |            |            |          |          |          |          |          |          |            |            |            |
| 2周            | 6周              | 11周                                               | 20周                     | 21周                     | 22周       | 23周       | 24周       | 25周       | 26周     | 27周     | 28周     | 29周     | 37周     | 40周     | 42周       |            |            |
| 胚胎和怀孕情况 | 胎儿发育阶段     | 胚胎                                               | 胚胎                     | 胎儿                     | 胎儿       | 胎儿       | 胎儿       | 胎儿       | 胎儿     | 胎儿     | 胎儿     | 胎儿     | 胎儿     | 胎儿     | 胎儿       | 胎儿       | 胎儿       |
| 胚胎和怀孕情况 | 成活率           | 不可能                                             | 不可能                   | 不可能                   | 很低       | 很低       | 很低       | 很低       | 可能     | 可能     | 可能     | 可能     | 能成活   | 能成活   | 能成活     | 能成活     | 能成活     |
| 胚胎和怀孕情况 | 如果阴道流血     | 懷孕初期出血（流产危险）                           | 懷孕初期出血（流产危险） | 懷孕初期出血（流产危险） | 很可能流产 | 很可能流产 | 很可能流产 | 很可能流产 | 产前出血 | 产前出血 | 产前出血 | 产前出血 | 产前出血 | 产前出血 | 产前出血   | 产前出血   | 产前出血   |
| 胚胎和怀孕情况 | 自然分娩（期名） | 早孕流产                                           | 自然流产                 | 自然流产                 | 自然流产   | 自然流产   | 自然流产   | 自然流产   | 早产期   | 早产期   | 早产期   | 早产期   | 早产期   | 早产期   | 足月       | 足月       | 过产期     |
| 胚胎和怀孕情况 | … 而且成活       | 早孕流产                                           | 自然流产                 | 自然流产                 | 自然流产   | 自然流产   | 自然流产   | 自然流产   | 早产     | 早产     | 早产     | 早产     | 早产     | 早产     | 分娩       | 分娩       | 分娩       |
| 胚胎和怀孕情况 | … 而产后死亡     | 早孕流产                                           | 自然流产                 | 自然流产                 | 自然流产   | 自然流产   | 自然流产   | 自然流产   | 早产     | 早产     | 早产     | 早产     | 早产     | 早产     | 新生儿死亡 | 新生儿死亡 | 新生儿死亡 |
| 胚胎和怀孕情况 | … 但产前死亡     |                                                    |                          |                          |            |            | 死产       | 死产       | 死产     | 死产     | 死产     | 死产     | 死产     | 死产     | 死产       | 死产       | 死产       |
| 1. 2.          |                  |                                                    |                          |                          |            |            |            |            |          |          |          |          |          |          |            |            |            |